# Žaborić
Žaborić je gradsko naselje grada Šibenika, smješteno uz magistralnu cestu 10 kilometara južnije od Šibenika u smjeru Splita. Nastalo je izdvajanjem stanovništva s otoka Krapanj počevši od 1857. godine, pod pretpostavkom da su željeli biti bliže svojim poljima koja su obrađivali u samom Žaboriću, odnosno u Donjem polju gdje su vinogradi. Jedno je od omiljenih turističkih odredišta Šibensko-kninske županije. Prepoznatljiv je po uređenim prirodnim pjeskovitim i šljunčanim plažama, te po kristalno čistom moru, što svake godine privlači sve veći broj domaćih i stranih turista. Svojom ljepotom posebno se ističe uvala poznata kao Mrzla vala, koja je jedan od prirodnih bisera Šibensko-kninske županije. 

## Stanovništvo
Žaborić ima 552 stanovnika po popisu stanovništva iz 2021. godine s tendencijom porasta.
| broj stanovnika |       | 130   | 273   | 403   | 479   | 552   |
|                 | 1971. | 1981. | 1991. | 2001. | 2011. | 2021. |

## Gospodarstvo
Žaborić je sada turistički orijentirano mjesto i omiljena destinacija domaćih i stranih gostiju, ali maslinici i vinogradi smješteni u blizini Žaborića su potvrda da je stanovništvo, osim turizmu, okrenuto i poljoprivredi, a i ribarstvo čini važnu gospodarsku granu Žaborića.
Crkva se počela graditi 1998. godine na inicijativu mjesnog odbora i tadašnjeg župnika fra Drage Ljevara. Žaborić slavi svoj dan 26. srpnja kada je Anino, kada mještani Žaborića tradicionalno organiziraju nadaleko poznatu Žaboričku feštu.

## Šport
- Malonogometni klub Žaborić
- Vaterpolo klub Žaborić